# Celeste Pin
Celeste Pin (San Martino di Colle Umberto, 25 aprile 1961 – Firenze, 22 luglio 2025) è stato un calciatore e dirigente sportivo italiano, di ruolo difensore.

## Biografia
Pin era originario di San Martino, frazione di Colle Umberto in provincia di Treviso.

## Carriera

### Giocatore
Dopo aver esordito da professionista nel Perugia, fu per anni bandiera della Fiorentina con la quale giocò la finale di Coppa UEFA 1989-1990 persa 3-1 contro la Juventus. Ha militato anche con Verona e Siena, dove ha chiuso la propria carriera agonistica, nel 1996, all'età di 35 anni.
In totale ha collezionato 263 presenze (più uno spareggio) e 3 gol in Serie A, 136 presenze e 2 gol in Serie B e 19 presenze ed un gol in Serie C.

### Dirigente
Ottenuta l'abilitazione a direttore sportivo nel maggio 1997, i suoi incarichi sono stati presso società minori toscane come il Montemurlo e l'Affrico, nel quale ha ricoperto un ruolo dirigenziale. Nel settembre del 2011 ha assunto l'incarico di responsabile del settore giovanile della Fortis Juventus. Dal 2014 è stato direttore generale del Club Sportivo Firenze.